# Almondbury
Almondbury est un village du Yorkshire de l'Ouest, en Angleterre. Il est situé à 3 km au sud-est du centre-ville de Huddersfield. Administrativement, il relève du district métropolitain de Kirklees. Au recensement de 2001, il comptait 7 368 habitants. Dix ans plus tard, sa population est de 18 346 habitants.

## Étymologie
Le nom Almondbury est d'origine mixte : il est composé d'un élément d'origine norroise *almenn désignant l'ensemble d'une communauté (cf. all men en anglais moderne) et d'un élément d'origine anglo-saxonne burh qui désigne une forteresse. Dans le Domesday Book, en 1096, le nom du village est attesté sous la forme Almaneberie.